# Клюкино (Бежаницкий район)
Клюкино — деревня на севере Бежаницкого района Псковской области. Входит в состав сельского поселения муниципальное образование «Добрывичская волость».
Расположена на правом берегу реки Ревка (напротив впадения в неё реки Самородовка, северо-восточнее деревни Смородовка), в 32 км к северу от райцентра Бежаницы и в 2 км к северу от деревни Шилово; на железной дороге Новосокольники — Бежаницы — Дедовичи — Дно (остановочный пункт 326 км).

## Население
Численность населения деревни по состоянию на 2000 год составила 11 человек.

## История
До 2005 года входила в состав ныне упразднённой Шиловской волости.